# Tetanorhynchus longirostris
Tetanorhynchus longirostris är en insektsart som beskrevs av Brunner von Wattenwyl 1890. Tetanorhynchus longirostris ingår i släktet Tetanorhynchus och familjen Proscopiidae. Inga underarter finns listade i Catalogue of Life.